# Torula expansa
Torula expansa är en svampart som beskrevs av Pers. 1822. Torula expansa ingår i släktet Torula, divisionen sporsäcksvampar och riket svampar.   Inga underarter finns listade i Catalogue of Life.